# Aurora Berton
Aurora Berton (Palmanova, 18 agosto 2000) è una velocista italiana.
Insieme a Giorgia Bellinazzi, Chiara Melon e Zaynab Dosso detiene la migliore prestazione italiana under 23 della staffetta 4×100 metri con il tempo di 43"65, stabilito in occasione degli Europei under 23 di Tallinn 2021.

## Biografia
Nata a Palmanova, dove attualmente vive, ha praticato danza classica per 10 anni prima di passare all'atletica all'età di 12 anni, attraverso le gare studentesche. Iniziando dalla pedana del salto in lungo con la divisa della Libertas Friul Palmanova sotto la guida di Francesco Comuzzo e quindi con lo sprint in pista sotto le cure dell'ex ostacolista Manuela Mazzero. 
Nel 2014 ha vinto il titolo italiano cadette nella 4×100 a Borgo Valsugana, titolo replicato l'anno successivo a Sulmona, dove ottenne l'argento anche nella gara individuale sugli 80 m. 
Nel 2016 ottiene l'argento ai campionati italiani Allievi a Jesolo nei 200 m, guadagnandosi la prima convocazione con la maglia azzurra ai campionati Europei U18 di Tbilisi dove giunge ottava in finale.
Nel 2017 e nel 2018, allenata da Paolo Bonetti conferma l'argento ai Campionati italiani allievi a Rieti e ai Campionati italiani juniores ad Agropoli sempre sui 200 m. Sempre nel 2018 ottiene la convocazione ai Giochi del mediterraneo di Jesolo dove corre la 4×100 conquistando la medaglia d'argento e siglando il record italiano U20 con il tempo di 44"40. Nello stesso anno partecipa da titolare ai Campionati mondiali U20 di Tampere sulla distanza dei 200 m. 
Parte della carriera è stata interrotta da diversi infortuni muscolari.
Dopo una graduale ripresa , nel 2020 giunge quarta ai Campionati italiani indoor promesse, mentre conquista la medaglia di bronzo ai campionati italiani assoluti indoor con il tempo di 7"49. Nello stesso anno ottiene l'ottavo posto ai campionati italiani assoluti a Padova nei 100 m. 
Nel 2021 conquista la medaglia d'oro ai campionati italiani promesse a Grosseto nei 200 m e il sesto posto ai campionati italiani assoluti a rovereto sulla medesima distanza.
Nello stesso anno si ferma in semifinale ai Campionati Europei U23 a Tallinn nei 200 m ed ottiene il record italiano U23 nella 4×100.
Nel 2022 conquista il titolo italiano promesse indoor sui 60 m piani con il tempo di 7"31 e la medaglia d'argento ai campionati italiani assoluti indoor sulla stessa distanza con 7"28 ed ottenendo il pass per la prima maglia azzurra assoluta ai Campionati Mondiali di Belgrado, dove sfiora per un millesimo di secondo la semifinale.
A Firenze ottiene il quarto posto nei 100 m ai campionati italiani promesse e conquista la medaglia d'oro nella 4×100 ai Giochi del Mediterraneo assoluti ad Orano. 
Nel dicembre 2022 entra a far parte del Gruppo Sportivo Fiamme Gialle.
Complessivamente vanta 4 maglie azzurre giovanili e 2 maglie azzurre assolute. 
Nel 2023 ottiene il quinto posto nei 200 m piani ai campionati italiani assoluti di Molfetta. 
È laureata in Allevamento e Salute animale.

## Record nazionali
Promesse (under 23)
- Staffetta 4×100 metri: 43"65 ( Tallinn, 11 luglio 2021) (Aurora Berton, Giorgia Bellinazzi, Chiara Melon, Zaynab Dosso)

Juniores (under 20)
- Staffetta 4×100 metri: 44"40 ( Jesolo, 10 giugno 2018) (Aurora Berton, Moillet Kouakou, Alessia Carpinteri, Vittoria Fontana)

## Palmarès
| Anno | Manifestazione          | Sede     | Evento      | Risultato  | Prestazione | Note  |
| ---- | ----------------------- | -------- | ----------- | ---------- | ----------- | ----- |
| 2016 | Europei U18             | Tbilisi  | 200 m piani | 8ª         | 24"67       | [ 1 ] |
| 2018 | Mondiali U20            | Tampere  | 200 m piani | Batteria   | 24"29       |       |
| 2021 | Europei U23             | Tallinn  | 200 m piani | Semifinale | 23"64       |       |
| 2021 | Europei U23             | Tallinn  | 4×100 m     | Finale     | dq          | [ 2 ] |
| 2022 | Mondiali indoor         | Belgrado | 60 m piani  | Batteria   | 7"30        |       |
| 2022 | Giochi del Mediterraneo | Orano    | 4×100 m     | Oro        | 43"68       |       |

## Campionati nazionali
2016
- Argento ai campionati italiani allievi, 200 m piani - 25"13
- 7ª ai campionati italiani allievi indoor, 60 m piani - 7"83

2017
- 7ª nella batteria 3 dei campionati italiani assoluti, 200 m piani - 24"71
- Argento ai campionati italiani allievi, 200 m piani - 24"47

2018
- Argento ai campionati italiani juniores, 200 m piani - 23"96

2019
- 7ª ai campionati italiani juniores, 200 m piani - 24"56

2020
- 8ª ai campionati italiani assoluti, 100 m piani - 11"71
- Bronzo ai campionati italiani assoluti indoor, 60 m piani - 7"49
- 4ª ai campionati italiani promesse indoor, 60 m piani - 7"61

2021
- 6ª ai campionati italiani assoluti, 200 m piani - 23"57
- 6ª ai campionati italiani assoluti indoor, 60 m piani - 7"51
- Oro ai campionati italiani promesse, 200 m piani - 23"34
- 6ª ai campionati italiani promesse indoor, 60 m piani - 7"52

2022
- Eliminata in batteria ai campionati italiani assoluti, 100 m piani - 11"83
- Argento ai campionati italiani assoluti indoor, 60 m piani - 7"28
- 4ª ai campionati italiani promesse, 100 m piani - 11"67
- Oro ai campionati italiani promesse indoor, 60 m piani - 7"31

2023
- 5ª ai campionati italiani assoluti, 200 m piani - 23"83

2024
- Eliminata in batteria ai campionati italiani assoluti, 100 m piani - 11"79
- 5ª ai campionati italiani assoluti indoor, 60 m piani - 7"36

2025
- Eliminata in batteria ai campionati italiani assoluti, 100 m piani - 11"91
- 8ª ai campionati italiani assoluti indoor, 60 m piani - 7"44

## Altre competizioni internazionali
2018
- Argento ai Giochi del Mediterraneo Under-23 ( Jesolo), staffetta 4×100 m - 44"40

2022
- 5ª all'Orlen Cup ( Łódź), 60 m piani - 7"29